# Thomasomys aureus
Thomasomys aureus é uma espécie de roedor da família Cricetidae.
Pode ser encontrada nos seguintes países: Colômbia, Equador, Peru e Venezuela.